# Ivan Brajović
Ivan Brajović (in cirillico: Иван Брајовић?; Titograd, 9 marzo 1962) è un politico montenegrino, presidente dell'Assemblea del Montenegro dal 2016 al 2020.

## Biografia
Nato a Titograd (oggi Podgorica), allora capitale della RS di Montenegro, studiò i primi anni a Danilovgrad, laureandosi poi presso la facoltà di ingegneria civile dell'Università Veljko Vlahović (oggi Università del Montenegro).

### Carriera politica
Prima dell'introduzione del sistema partitico nel 1990 è stato un delegato del comune di Danilovgrad, militando prima nella Lega della Gioventù Comunista di Jugoslavia e poi nella Lega dei Comunisti del Montenegro.
Nel 1990 fu tra i fondatori dell'Unione delle Forze Riformiste di Jugoslavia in Montenegro, passando poi nel 1993 al Partito Socialdemocratico (SDP), di cui è diventato poi segretario e vicepresidente.
Tra il 2009 e il 2012 ha servito come ministro degli affari interni nel 5º governo di Milo Đukanović e nel governo di Igor Lukšić, e tra il 2012 e il 2016 come ministro dei trasporti e degli affari marittimi nel 6º governo Đukanović.
Nel 2015 si è separato con alcuni compagni di partito dall'SDP per fondare i Socialdemocratici del Montenegro (SD), venendo eletto l'anno successivo come presidente dell'Assemblea nazionale.